# 2023–2024-es UEFA-bajnokok ligája (egyenes kieséses szakasz)
A 2023–2024-es UEFA-bajnokok ligája egyenes kieséses szakasza 2024. február 13-án kezdődött és június 1-jén ér véget. Az egyenes kieséses szakaszban az a tizenhat csapat vesz részt, amelyek a csoportkör során a saját csoportjuk első két helyének valamelyikén végeznek.

## Fordulók és időpontok
A mérkőzések időpontjai a következők.
| Forduló       | Sorsolás dátuma    | 1. mérkőzés                              | 2. mérkőzés                              |
| ------------- | ------------------ | ---------------------------------------- | ---------------------------------------- |
| Nyolcaddöntők | 2023. december 18. | 2024. február 13–14., 20–21.             | 2024. március 5–6., 12–13.               |
| Negyeddöntők  | 2024. március 15.  | 2024. április 9–10.                      | 2024. április 16–17.                     |
| Elődöntők     | 2024. március 15.  | 2024. április 30. – május 1.             | 2024. május 7–8.                         |
| Döntő         | 2024. március 15.  | 2024. június 1., Wembley Stadion, London | 2024. június 1., Wembley Stadion, London |

## Lebonyolítás
A döntő kivételével mindegyik mérkőzés oda-visszavágós rendszerben zajlik. A két találkozó végén az összesítésben több gólt szerző csapat jut tovább a következő körbe. Ha az összesítésnél az eredmény döntetlen, akkor 30 perces hosszabbítás következik a második mérkőzés rendes játékidejének lejárta után. Ha a 2x15 perces hosszabbítás után is egyenlő az állás, akkor büntetőpárbajra kerül sor.
A nyolcaddöntők sorsolásakor figyelembe veszik, hogy minden párosításnál egy csoportgyőztes és egy másik csoport csoportmásodika mérkőzzön egymással. A sorsoláskor korlátozás, hogy a nyolcaddöntőkben azonos tagországba tartozó, illetve az azonos csoportból továbbjutók nem játszhatnak egymás ellen. A negyeddöntőktől kezdődően ez a korlátozás nincs érvényben.
A döntőben a győztesről egy mérkőzés dönt. A rendes játékidő végén döntetlen esetén hosszabbítást játszanak, ha ezután is döntetlen marad az eredmény, akkor büntetőpárbaj következik.

## Továbbjutott csapatok
| Csoport   | Csoportelső (kiemeltek) | Csoportmásodik (nem kiemeltek) |
| --------- | ----------------------- | ------------------------------ |
| A csoport | Bayern München          | FC København                   |
| B csoport | Arsenal                 | PSV                            |
| C csoport | Real Madrid             | Napoli                         |
| D csoport | Real Sociedad           | Internazionale                 |
| E csoport | Atlético Madrid         | Lazio                          |
| F csoport | Borussia Dortmund       | Paris Saint-Germain            |
| G csoport | Manchester City         | RB Leipzig                     |
| H csoport | Barcelona               | Porto                          |

## Nyolcaddöntők
A sorsolást 2023. december 18-án tartották. Az első mérkőzéseket 2024. február 13. és 21. között, a visszavágókat március 5. és 13. között játszották.

### Párosítások
| 1. csapat           | Össz.Tooltip Aggregate score | 2. csapat         | 1. mérk. | 2. mérk.   |
| ------------------- | ---------------------------- | ----------------- | -------- | ---------- |
| Porto               | 1–1 (t. 2–4)                 | Arsenal           | 1–0      | 0–1 (h.u.) |
| Napoli              | 2–4                          | Barcelona         | 1–1      | 1–3        |
| Paris Saint-Germain | 4–1                          | Real Sociedad     | 2–0      | 2–1        |
| Internazionale      | 2–2 (t. 2–3)                 | Atlético Madrid   | 1–0      | 1–2 (h.u.) |
| PSV Eindhoven       | 1–3                          | Borussia Dortmund | 1–1      | 0–2        |
| Lazio               | 1–3                          | Bayern München    | 1–0      | 0–3        |
| København           | 2–6                          | Manchester City   | 1–3      | 1–3        |
| RB Leipzig          | 1–2                          | Real Madrid       | 0–1      | 1–1        |

### Mérkőzések
| 2024. február 21. 21:00 (20:00 WET) |

| Porto        | 1–0               | Arsenal |
| ------------ | ----------------- | ------- |
| Galeno 90+4' | (0–0) Jegyzőkönyv |         |

| Estádio do Dragão, Porto Játékvezető: Serdar Gözübüyük (holland) |

| 2024. március 12. 21:00 (20:00 GMT) |

| Arsenal                    | 1–0 (h. u.)                 | Porto                      |
| -------------------------- | --------------------------- | -------------------------- |
| Trossard 41'               | (1–0, 1–0, 1–0) Jegyzőkönyv |                            |
| Büntetőpárbaj              |                             |                            |
| Ødegaard Havertz Saka Rice | 4–2                         | Pepê Wendell Grujić Galeno |

| Emirates Stadion, London Játékvezető: Clément Turpin (francia) |

| 2024. február 21. 21:00 |

| Napoli      | 1–1               | Barcelona       |
| ----------- | ----------------- | --------------- |
| Osimhen 75' | (0–0) Jegyzőkönyv | Lewandowski 60' |

| Diego Armando Maradona Stadion, Nápoly Játékvezető: Felix Zwayer (német) |

| 2024. március 12. 21:00 |

| Barcelona                             | 3–1               | Napoli       |
| ------------------------------------- | ----------------- | ------------ |
| López 15' Cancelo 17' Lewandowski 83' | (2–1) Jegyzőkönyv | Rrahmani 30' |

| Camp Nou, Barcelona Játékvezető: Danny Makkelie (holland) |

| 2024. február 14. 21:00 |

| Paris Saint-Germain       | 2–0               | Real Sociedad |
| ------------------------- | ----------------- | ------------- |
| K. Mbappé 58' Barcola 70' | (0–0) Jegyzőkönyv |               |

| Parc des Princes, Párizs Játékvezető: Marco Guida (olasz) |

| 2024. március 5. 21:00 |

| Real Sociedad | 1–2               | Paris Saint-Germain |
| ------------- | ----------------- | ------------------- |
| Merino 89'    | (0–1) Jegyzőkönyv | K. Mbappé 15' 56'   |

| Estadio Anoeta, San Sebastián Játékvezető: Michael Oliver (angol) |

| 2024. február 20. 21:00 |

| Internazionale | 1–0               | Atlético Madrid |
| -------------- | ----------------- | --------------- |
| Arnautović 79' | (0–0) Jegyzőkönyv |                 |

| San Siro, Milánó Játékvezető: Kovács István (román) |

| 2024. március 13. 21:00 |

| Atlético Madrid            | 2–1 (h. u.)                 | Internazionale                              |
| -------------------------- | --------------------------- | ------------------------------------------- |
| Griezmann 35' Depay 87'    | (1–1, 2–1, 2–1) Jegyzőkönyv | Dimarco 33'                                 |
| Büntetőpárbaj              |                             |                                             |
| Depay Saúl Riquelme Correa | 3–2                         | Çalhanoğlu Sánchez Klaassen Acerbi Martínez |

| Metropolitano Stadion, Madrid Játékvezető: Szymon Marciniak (lengyel) |

| 2024. február 20. 21:00 |

| PSV Eindhoven          | 1–1               | Borussia Dortmund |
| ---------------------- | ----------------- | ----------------- |
| De Jong 56' (11-esből) | (0–1) Jegyzőkönyv | Malen 24'         |

| Philips Stadion, Eindhoven Játékvezető: Srđan Jovanović (szerb) |

| 2024. március 13. 21:00 |

| Borussia Dortmund    | 2–0               | PSV Eindhoven |
| -------------------- | ----------------- | ------------- |
| Sancho 3' Reus 90+5' | (1–0) Jegyzőkönyv |               |

| Signal Iduna Park, Dortmund Játékvezető: Daniele Orsato (olasz) |

| 2024. február 14. 21:00 |

| Lazio                   | 1–0               | Bayern München |
| ----------------------- | ----------------- | -------------- |
| Immobile 69' (11-esből) | (0–0) Jegyzőkönyv |                |

| Olimpiai Stadion, Róma Játékvezető: François Letexier (francia) |

| 2024. március 5. 21:00 |

| Bayern München            | 3–0               | Lazio |
| ------------------------- | ----------------- | ----- |
| Kane 38' 66' Müller 45+2' | (2–0) Jegyzőkönyv |       |

| Allianz Arena, München Játékvezető: Slavko Vinčić (szlovén) |

| 2024. február 13. 21:00 |

| København    | 1–3               | Manchester City                       |
| ------------ | ----------------- | ------------------------------------- |
| Mattsson 34' | (1–2) Jegyzőkönyv | De Bruyne 10' Silva 45+1' Foden 90+2' |

| Parken Stadion, Koppenhága Játékvezető: José María Sánchez Martínez (spanyol) |

| 2024. március 6. 21:00 (20:00 GMT) |

| Manchester City                    | 3–1               | København       |
| ---------------------------------- | ----------------- | --------------- |
| Akanji 5' Álvarez 9' Haaland 45+3' | (3–1) Jegyzőkönyv | Elyounoussi 29' |

| City of Manchester Stadion, Manchester Játékvezető: Espen Eskås (norvég) |

| 2024. február 13. 21:00 |

| RB Leipzig | 0–1               | Real Madrid |
| ---------- | ----------------- | ----------- |
|            | (0–0) Jegyzőkönyv | Díaz 48'    |

| Red Bull Arena, Lipcse Játékvezető: Irfan Peljto (bosznia-hercegovinai) |

| 2024. március 6. 21:00 |

| Real Madrid  | 1–1               | RB Leipzig |
| ------------ | ----------------- | ---------- |
| Vinícius 65' | (0–0) Jegyzőkönyv | Orbán 68'  |

| Santiago Bernabéu, Madrid Játékvezető: Davide Massa (olasz) |

## Negyeddöntők
A negyeddöntők, az elődöntők és a döntő pályaválasztójának sorsolását 2024. március 15-én tartották. A negyeddöntő első mérkőzéseit 2024. április 9-én és 10-én, a második mérkőzéseket április 16-án és 17-én játszották.

### Párosítások
| 1. csapat           | Össz.Tooltip Aggregate score | 2. csapat         | 1. mérk. | 2. mérk.   |
| ------------------- | ---------------------------- | ----------------- | -------- | ---------- |
| Arsenal             | 2–3                          | Bayern München    | 2–2      | 0–1        |
| Atlético Madrid     | 4–5                          | Borussia Dortmund | 2–1      | 2–4        |
| Real Madrid         | 4–4 (t. 4–3)                 | Manchester City   | 3–3      | 1–1 (h.u.) |
| Paris Saint-Germain | 6–4                          | Barcelona         | 2–3      | 4–1        |

### Mérkőzések
| 2024. április 9. 21:00 (20:00 BST) |

| Arsenal               | 2–2               | Bayern München                 |
| --------------------- | ----------------- | ------------------------------ |
| Saka 12' Trossard 76' | (1–2) Jegyzőkönyv | Gnabry 18' Kane 32' (11-esből) |

| Emirates Stadion, London Játékvezető: Glenn Nyberg (svéd) |

| 2024. április 17. 21:00 |

| Bayern München | 1–0               | Arsenal |
| -------------- | ----------------- | ------- |
| Kimmich 63'    | (0–0) Jegyzőkönyv |         |

| Allianz Arena, München Játékvezető: Danny Makkelie (holland) |

| 2024. április 10. 21:00 |

| Atlético Madrid     | 2–1               | Borussia Dortmund |
| ------------------- | ----------------- | ----------------- |
| De Paul 4' Lino 32' | (2–0) Jegyzőkönyv | Haller 81'        |

| Metropolitano Stadion, Madrid Játékvezető: Marco Guida (olasz) |

| 2024. április 16. 21:00 |

| Borussia Dortmund                                | 4–2               | Atlético Madrid                |
| ------------------------------------------------ | ----------------- | ------------------------------ |
| Brandt 34' Maatsen 39' Füllkrug 71' Sabitzer 74' | (2–0) Jegyzőkönyv | Hummels 49' (öngól) Correa 64' |

| Signal Iduna Park, Dortmund Játékvezető: Slavko Vinčić (szlovén) |

| 2024. április 9. 21:00 |

| Real Madrid                               | 3–3               | Manchester City                 |
| ----------------------------------------- | ----------------- | ------------------------------- |
| Dias 12' (öngól) Rodrygo 14' Valverde 79' | (2–1) Jegyzőkönyv | Silva 2' Foden 66' Gvardiol 71' |

| Santiago Bernabéu, Madrid Játékvezető: François Letexier (francia) |

| 2024. április 17. 21:00 (20:00 BST) |

| Manchester City                     | 1–1 (h. u.)                 | Real Madrid                             |
| ----------------------------------- | --------------------------- | --------------------------------------- |
| De Bruyne 76'                       | (0–1, 1–1, 1–1) Jegyzőkönyv | Rodrygo 12'                             |
| Büntetőpárbaj                       |                             |                                         |
| Álvarez Silva Kovačić Foden Ederson | 3–4                         | Modrić Bellingham Vázquez Nacho Rüdiger |

| City of Manchester Stadion, Manchester Játékvezető: Daniele Orsato (olasz) |

| 2024. április 10. 21:00 |

| Paris Saint-Germain     | 2–3               | Barcelona                        |
| ----------------------- | ----------------- | -------------------------------- |
| Dembélé 48' Vitinha 51' | (0–1) Jegyzőkönyv | Raphinha 37' 62' Christensen 77' |

| Parc des Princes, Párizs Játékvezető: Anthony Taylor (angol) |

| 2024. április 16. 21:00 |

| Barcelona    | 1–4               | Paris Saint-Germain                               |
| ------------ | ----------------- | ------------------------------------------------- |
| Raphinha 12' | (1–1) Jegyzőkönyv | Dembélé 40' Vitinha 54' Mbappé 61' (11-esből) 89' |

| Camp Nou, Barcelona Játékvezető: Kovács István (román) |

## Elődöntők
Az első mérkőzéseket 2024. április 30-án és május 1-jén, a második mérkőzéseket május 7-én és 8-án játszották.

### Párosítások
| 1. csapat         | Össz.Tooltip Aggregate score | 2. csapat           | 1. mérk. | 2. mérk. |
| ----------------- | ---------------------------- | ------------------- | -------- | -------- |
| Borussia Dortmund | 2–0                          | Paris Saint-Germain | 1–0      | 1–0      |
| Bayern München    | 3–4                          | Real Madrid         | 2–2      | 1–2      |

### Mérkőzések
| 2024. május 1. 21:00 |

| Borussia Dortmund | 1–0               | Paris Saint-Germain |
| ----------------- | ----------------- | ------------------- |
| Füllkrug 36'      | (1–0) Jegyzőkönyv |                     |

| Signal Iduna Park, Dortmund Játékvezető: Anthony Taylor (angol) |

| 2024. május 7. 21:00 |

| Paris Saint-Germain | 0–1               | Borussia Dortmund |
| ------------------- | ----------------- | ----------------- |
|                     | (0–0) Jegyzőkönyv | Hummels 50'       |

| Parc des Princes, Párizs Játékvezető: Daniele Orsato (olasz) |

| 2024. április 30. 21:00 |

| Bayern München               | 2–2               | Real Madrid                 |
| ---------------------------- | ----------------- | --------------------------- |
| Sané 53' Kane 57' (11-esből) | (0–1) Jegyzőkönyv | Vinícius 24' 83' (11-esből) |

| Allianz Arena, München Játékvezető: Clément Turpin (francia) |

| 2024. május 8. 21:00 |

| Real Madrid      | 2–1               | Bayern München |
| ---------------- | ----------------- | -------------- |
| Joselu 88' 90+1' | (0–0) Jegyzőkönyv | Davies 68'     |

| Santiago Bernabéu, Madrid Játékvezető: Szymon Marciniak (lengyel) |

## Döntő
| 2024. június 1. 21:00 (20:00 GMT) |

| Borussia Dortmund | 0–2               | Real Madrid                      |
| ----------------- | ----------------- | -------------------------------- |
|                   | (0–0) Jegyzőkönyv | Carvajal 74' Vinícius Júnior 83' |

| Wembley Stadion, London Nézőszám: 86 212 Játékvezető: Slavko Vinčić (szlovén) |